# Lamballe Terre et Mer
Lamballe Terre et Mer ist ein französischer Gemeindeverband mit der Rechtsform einer Communauté d’agglomération im Département Côtes-d’Armor in der Region Bretagne. Er wurde am 30. November 2016 gegründet und umfasst 38 Gemeinden (Stand: 1. Januar 2019). Der Verwaltungssitz befindet sich in Lamballe-Armor.

## Gründung
Als Nachfolgeorganisation der Gemeindeverbände Arguenon Hunaudaye, Côte de Penthièvre, Lamballe Communauté, Pays de Du Guesclin (6 der 9 Gemeinden), Pays de Moncontour (5 der 6 Gemeinden) und Pays de Matignon (2 der 9 Gemeinden) entstand sie am 1. Januar 2017.

## Historische Entwicklung
Zum 1. Januar 2019 bildeten die ehemaligen Gemeinden Lamballe, Morieux und Planguenoual die Commune nouvelle Lamballe-Armor. Dadurch verringerte sich die Anzahl der Mitgliedsgemeinden auf 38. Zur gleichen Zeit wechselte der Gemeindeverband seine Rechtsform einer Communauté de communes zur heutigen Rechtsform einer Communauté d’agglomération.

## Mitgliedsgemeinden
Lamballe Terre et Mer besteht aus folgenden 38 Gemeinden:
| Gemeinde                          | Bretonisch           | Einwohner (2022) | Fläche (km²) | Code postal | Code Insee |
| --------------------------------- | -------------------- | ---------------- | ------------ | ----------- | ---------- |
| Andel                             | Andel                | 1.170            | 12,20        | 22400       | 22002      |
| Bréhand                           | Brehant-Monkontour   | 1.695            | 24,95        | 22510       | 22015      |
| Coëtmieux                         | Koedmaeg             | 1.840            | 8,02         | 22400       | 22044      |
| Éréac                             | Erieg                | 676              | 21,21        | 22250       | 22053      |
| Erquy                             | Erge-ar-Mor          | 3.929            | 26,46        | 22430       | 22054      |
| Hénanbihen                        | Henant-Bihan         | 1.429            | 31,65        | 22550       | 22076      |
| Hénansal                          | Henant-Sal           | 1.263            | 29,00        | 22400       | 22077      |
| Hénon                             | Henon                | 2.315            | 40,87        | 22150       | 22079      |
| Jugon-les-Lacs - Commune nouvelle | Lanyugon-Kumun-Nevez | 2.528            | 38,03        | 22270       | 22084      |
| La Bouillie                       | Ar Vezvid            | 845              | 10,91        | 22240       | 22012      |
| La Malhoure                       | Lanvelor             | 621              | 5,02         | 22640       | 22140      |
| Lamballe-Armor                    | Lambal-Armor         | 16.911           | 130,65       | 22400       | 22093      |
| Landéhen                          | Landehen             | 1.445            | 11,80        | 22400       | 22098      |
| Lanrelas                          | Lanrelaz             | 866              | 29,40        | 22250       | 22114      |
| Moncontour                        | Monkontour           | 742              | 0,48         | 22510       | 22153      |
| Noyal                             | Noual-Pentevr        | 981              | 6,80         | 22400       | 22160      |
| Penguily                          | Pengili              | 608              | 10,49        | 22510       | 22165      |
| Plédéliac                         | Pledeliav            | 1.602            | 51,75        | 22270       | 22175      |
| Plémy                             | Plevig               | 1.583            | 40,04        | 22150       | 22184      |
| Plénée-Jugon                      | Plened-Yugon         | 2.533            | 61,36        | 22640       | 22185      |
| Pléneuf-Val-André                 | Pleneg-Nantraez      | 4.094            | 17,07        | 22370       | 22186      |
| Plestan                           | Plestan              | 1.637            | 32,81        | 22640       | 22193      |
| Plurien                           | Plurien              | 1.513            | 21,65        | 22240       | 22242      |
| Pommeret                          | Peuñvrid             | 2.119            | 13,35        | 22120       | 22246      |
| Quessoy                           | Kesoue               | 3.930            | 29,23        | 22120       | 22258      |
| Quintenic                         | Kistenid             | 364              | 7,50         | 22400       | 22261      |
| Rouillac                          | Rioleg               | 402              | 15,77        | 22250       | 22267      |
| Saint-Alban                       | Sant-Alvan           | 2.376            | 30,43        | 22400       | 22273      |
| Saint-Denoual                     | Sant-Denwal          | 490              | 8,61         | 22400       | 22286      |
| Saint-Glen                        | Sant-Glenn           | 667              | 11,51        | 22510       | 22296      |
| Saint-Rieul                       | Sant-Rieg            | 548              | 6,37         | 22270       | 22326      |
| Saint-Trimoël                     | Sant-Rivoued         | 521              | 8,35         | 22510       | 22332      |
| Sévignac                          | Sevinieg             | 1.116            | 43,25        | 22250       | 22337      |
| Tramain                           | Tremaen              | 700              | 9,25         | 22640       | 22341      |
| Trébry                            | Trebrid              | 822              | 25,12        | 22510       | 22345      |
| Trédaniel                         | Trezeniel            | 896              | 15,92        | 22510       | 22346      |
| Trédias                           | Trediarn             | 504              | 11,01        | 22250       | 22348      |
| Trémeur                           | Treveur              | 806              | 14,56        | 22250       | 22369      |
| Lamballe Terre et Mer             |                      | 69.087           | 912,85       | -           | -          |